# San Pedro del Derramadero
San Pedro del Derramadero är en ort i Mexiko.   Den ligger i kommunen San Luis de la Paz och delstaten Guanajuato, i den centrala delen av landet, 260 km nordväst om huvudstaden Mexico City. San Pedro del Derramadero ligger 2 024 meter över havet och antalet invånare är 144.
Terrängen runt San Pedro del Derramadero är en högslätt, och sluttar söderut. Runt San Pedro del Derramadero är det ganska tätbefolkat, med 52 invånare per kvadratkilometer. Närmaste större samhälle är San Luis de la Paz, 11,6 km öster om San Pedro del Derramadero. Trakten runt San Pedro del Derramadero består till största delen av jordbruksmark.